# Ocluzie intestinală
Termenul ocluzie înseamnă închidere, astupare a unui orificiu, a unei conducte, în acest caz a intestinului.
Ocluzia intestinală, denumită și ileus poate să fie ocluzie totală sau ocluzie parțială fiind cauzată de:
1. paralizia peristaltismului intestinal
2. spasm intestinal
3. ocluzie mecanică provocată de tumori sau paraziți (viermi intestinali)
4. modificări de poziție a intestinului prin volvulus, invaginație, torsiune intestinală

Ileusul este o complicație care necesită de cele mai multe ori o intervenție chirurgicală. În situația în care ocluzia intestinală nu este înlăturată la timp, ea poate duce la misere (vomitare de fecale), autointoxicație prin conținutul intestinal neeliminat, peritonită, tulburări circulatorii și la exitus (moarte).
Există mai multe cauze ale ocluziei intestinale, mai puțin frecvente:
- Ocluzie intestinală postoperatorie prin bridă visceroviscerală [1];
- Ocluzie intestinală prin sindrom aderențial secundar fixării intraperitoneale a unei plase de polipropilenă ;
- Ocluzie intestinală prin metastază ileală de carcinoma bronhopulmonar ;
- Ocluzie intestinală prin epiteliom anal spinocelular gigant [2] ;
- Ocluzie intestinală cauzată de ascaridoză (o boală parazitară produsă prin infestarea cu limbrici Ascaris lumbricoides), când paraziții se aglomerează în intestin sub formă de ghem, provocând ocluzie intestinală. [3]